# El Redal
El Redal – gmina w Hiszpanii, w prowincji La Rioja, w La Rioja, o powierzchni 8,41 km². W 2011 roku gmina liczyła 163 mieszkańców.